# Gouvernement Ramaphosa II
Afrique du Sud
Ramaphosa I Ramaphosa III
Le gouvernement Ramaphosa II est le gouvernement de l'Afrique du Sud dirigé par le président Cyril Ramaphosa (ANC) à partir du 30 mai 2019 et issu des élections générales sud-africaines de 2019 puis remanié en août 2021 et en mars 2023.
Le gouvernement Ramaphosa III lui succède le 30 juin 2024, à l'issue des élections générales organisées un mois plus tôt, qui donnent lieu au premier gouvernement de coalition de l'histoire du pays post-apartheid.

## Composition

### Initiale (30 mai 2019)
| Fonction                                                                                            | Titulaire | Titulaire                             | Parti |
| --------------------------------------------------------------------------------------------------- | --------- | ------------------------------------- | ----- |
| Président de la République                                                                          |           | Cyril Ramaphosa                       | ANC   |
| Vice-président de la République                                                                     |           | David Mabuza                          | ANC   |
| Ministre des Affaires intérieures                                                                   |           | Aaron Motsoaledi                      | ANC   |
| Ministre des Relations internationales et de la Coopération                                         |           | Naledi Pandor                         | ANC   |
| Ministre de l'Agriculture, de la Réforme agraire et du Développement rural                          |           | Thoko Didiza                          | ANC   |
| Ministre du Commerce, de l'Industrie et de la Concurrence                                           |           | Ebrahim Patel                         | ANC   |
| Ministre des Communications et des Technologies numériques                                          |           | Stella Ndabeni Abrahams               | ANC   |
| Ministre de la Défense et des Anciens combattants                                                   |           | Nosiviwe Mapisa-Nqakula               | ANC   |
| Ministre du Développement des petites Entreprises                                                   |           | Khumbudzo Ntshavheni                  | ANC   |
| Ministre du Développement social                                                                    |           | Lindiwe Zulu                          | ANC   |
| Ministre de l'Éducation de base                                                                     |           | Angie Motshekga                       | ANC   |
| Ministre des Entreprises publiques                                                                  |           | Pravin Gordhan                        | ANC   |
| Ministre de l'Emploi et du Travail                                                                  |           | Thulas Nxesi                          | SACP  |
| Ministre de l'Énergie et des Ressources minières                                                    |           | Gwede Mantashe                        | ANC   |
| Ministre de l'Enseignement supérieur, de la Science et de la Technologie                            |           | Blade Nzimande                        | SACP  |
| Ministre de l'Environnement, des Forêts et des Pêches                                               |           | Barbara Creecy                        | ANC   |
| Ministre des Finances                                                                               |           | Tito Mboweni                          | ANC   |
| Ministre de la Gouvernance coopérative et des Affaires traditionnelles                              |           | Nkosazana Dlamini-Zuma                | ANC   |
| Ministre du Développement humain, de l'Eau et de l'Assainissement                                   |           | Lindiwe Sisulu                        | ANC   |
| Ministre des Services publics et de l'Administration                                                |           | Senzo Mchunu                          | ANC   |
| Ministre de la Justice et des Services pénitentiaires                                               |           | Ronald Lamola                         | ANC   |
| Ministre de la Police                                                                               |           | Bheki Cele                            | ANC   |
| Ministre de la Présidence                                                                           |           | Jackson Mthembu (jusqu'au 21/01/2021) | ANC   |
| Ministre de la Présidence pour les Femmes, de la Jeunesse et des Personnes en situation de handicap |           | Maite Nkoana-Mashabane                | ANC   |
| Ministre de la Santé                                                                                |           | Zweli Mkhize                          | ANC   |
| Ministre de la Sécurité d'État                                                                      |           | Ayanda Dlodlo                         | ANC   |
| Ministre des Sports, des Arts et de la Culture                                                      |           | Nathi Mthethwa                        | ANC   |
| Ministre du Tourisme                                                                                |           | Mmamoloko Kubayi-Ngubane              | ANC   |
| Ministre des Transports                                                                             |           | Fikile Mbalula                        | ANC   |
| Ministre des Travaux publics et des Infrastructures                                                 |           | Patricia de Lille                     | Good  |

- Plusieurs ministres adjoints (ou vice-ministre) sont également nommés :

| Fonction                                                                        | Titulaire | Titulaire                           | Parti |
| ------------------------------------------------------------------------------- | --------- | ----------------------------------- | ----- |
| Vice-ministres à la présidence                                                  |           | Mondli Gungubele Thembi Siweya      | ANC   |
| Vice-ministre de l'agriculture, du développement rural et de la réforme agraire |           | Sidumo Dlamini                      | ANC   |
| Vice-Ministres du commerce et de l'industrie                                    |           | Fikile Majola Nomalungelo Gina      | ANC   |
| Vice-Ministres des communications et des technologies digitales                 |           | Pinky Kekana                        | ANC   |
| Vice ministre de la Défense et des Vétérans                                     |           | Thabang Makwetla                    | ANC   |
| Vice-ministre du développement social                                           |           | Hendrietta Bogopane-Zulu            | ANC   |
| Vice ministre à l'éducation de base                                             |           | Reginah Mhaule                      | ANC   |
| Vice-Ministre de l'éducation supérieure, des sciences et des technologies       |           | Buti Manamela                       | ANC   |
| Vice-Ministre des entreprises publiques                                         |           | Phumulo Masualle                    | ANC   |
| Vice ministre de l'environnement, des forêts et des pêches                      |           | Maggie Sotyu                        | ANC   |
| Vice-Ministre des finances                                                      |           | David Masondo                       | ANC   |
| Vice-Ministres de la Gouvernance coopérative et des Affaires traditionnelles    |           | Parks Tau Obed Bapela               | ANC   |
| Vice-Ministre de l'intérieur                                                    |           | Njabulo Nzuza                       | ANC   |
| Vice-Ministre de la Justice et du développement constitutionnel                 |           | John Jeffery                        | ANC   |
| Vice-Ministre de la police                                                      |           | Cassel Mathale                      | ANC   |
| Vice-Ministres des relations internationales et de la coopération               |           | Candith Mashego-Dlamini Alvin Botes | ANC   |
| Vice-Ministre de la réforme agraire                                             |           | Mcebisi Skwatsha                    | ANC   |
| Vice-Ministre des ressources minières et de l'énergie                           |           | Bavelile Hlongwa                    | ANC   |
| Vice-Ministre de la santé                                                       |           | Joe Phaahla                         | ANC   |
| Vice ministre des services correctionnels                                       |           | Patekile Holomisa                   | ANC   |
| Vice-ministre de la sécurité de l'Etat                                          |           | Zizi Kodwa                          | ANC   |
| Vice-ministre du sport, des arts et de la culture                               |           | Nocawe Mafu                         | ANC   |
| Vice-ministre du tourisme                                                       |           | Fish Mahlalela                      | ANC   |
| Vice ministre du Travail et de l'Emploi                                         |           | Boitumelo Moloi                     | ANC   |
| Vice-ministre des Travaux publics et des infrastructures                        |           | Noxolo Kiviet                       | ANC   |

### Remaniement du 5 août 2021
- Les nouveaux ministres sont indiqués en gras, ceux ayant changé d'attributions en italique.

| Fonction                                                                                            | Titulaire | Titulaire                | Parti |
| --------------------------------------------------------------------------------------------------- | --------- | ------------------------ | ----- |
| Président de la République                                                                          |           | Cyril Ramaphosa          | ANC   |
| Vice-président de la République                                                                     |           | David Mabuza             | ANC   |
| Ministre des Affaires intérieures                                                                   |           | Aaron Motsoaledi         | ANC   |
| Ministre des Relations internationales et de la Coopération                                         |           | Naledi Pandor            | ANC   |
| Ministre de l'Agriculture, de la Réforme agraire et du Développement rural                          |           | Thoko Didiza             | ANC   |
| Ministre du Commerce, de l'Industrie et de la Concurrence                                           |           | Ebrahim Patel            | ANC   |
| Ministre des Communications et des Technologies numériques                                          |           | Khumbudzo Ntshavheni     | ANC   |
| Ministre de la Défense et des Anciens combattants                                                   |           | Thandi Modise            | ANC   |
| Ministre du Développement des petites Entreprises                                                   |           | Stella Ndabeni-Abrahams  | ANC   |
| Ministre du Développement social                                                                    |           | Lindiwe Zulu             | ANC   |
| Ministre de l'Éducation de base                                                                     |           | Angie Motshekga          | ANC   |
| Ministre des Entreprises publiques                                                                  |           | Pravin Gordhan           | ANC   |
| Ministre de l'Emploi et du Travail                                                                  |           | Thulas Nxesi             | SACP  |
| Ministre de l'Énergie et des Ressources minières                                                    |           | Gwede Mantashe           | ANC   |
| Ministre de l'Enseignement supérieur, de la Science et de la Technologie                            |           | Blade Nzimande           | SACP  |
| Ministre de l'Environnement, des Forêts et des Pêches                                               |           | Barbara Creecy           | ANC   |
| Ministre des Finances                                                                               |           | Enoch Godongwana         | ANC   |
| Ministre de la Gouvernance coopérative et des Affaires traditionnelles                              |           | Nkosazana Dlamini-Zuma   | ANC   |
| Ministre des Services publics et de l'Administration                                                |           | Ayanda Dlodlo            | ANC   |
| Ministre de l'Eau et de l'Assainissement                                                            |           | Senzo Mchunu             | ANC   |
| Ministre du Développement humain                                                                    |           | Mmamoloko Kubayi-Ngubane | ANC   |
| Ministre de la Justice et des Services pénitentiaires                                               |           | Ronald Lamola            | ANC   |
| Ministre de la Police                                                                               |           | Bheki Cele               | ANC   |
| Ministre de la Présidence                                                                           |           | Mondli Gungubele         | ANC   |
| Ministre de la Présidence pour les Femmes, de la Jeunesse et des Personnes en situation de handicap |           | Maite Nkoana-Mashabane   | ANC   |
| Ministre de la Santé                                                                                |           | Joe Phaahla              | ANC   |
| Ministre des Sports, des Arts et de la Culture                                                      |           | Nathi Mthethwa           | ANC   |
| Ministre du Tourisme                                                                                |           | Lindiwe Sisulu           | ANC   |
| Ministre des Transports                                                                             |           | Fikile Mbalula           | ANC   |
| Ministre des Travaux publics et des Infrastructures                                                 |           | Patricia de Lille        | GOOD  |

- Plusieurs nouveaux ministres adjoints (ou vice-ministre) sont également nommés lors de ce remaniement ministériel d'août 2021 :

| Fonction                                                                       | Titulaire | Titulaire                      | Parti |
| ------------------------------------------------------------------------------ | --------- | ------------------------------ | ----- |
| Vice-ministres à la présidence                                                 |           | Pinky Kekana Thembi Siweya     | ANC   |
| Vice ministre à la présidence chargée des femmes, des jeunes et des handicapés |           | vacant (septembre 2021)        | ANC   |
| Vice ministre des Communications et des technologies digitales                 |           | Philly Mapulane                | ANC   |
| Vice ministre des établissements humains                                       |           | Pam Tshwete                    | ANC   |
| Vice-Ministre du développement rural                                           |           | Rosemary Capa                  | ANC   |
| Vice-Ministre de l'Eau et de l'Assainissement                                  |           | Dikeledi Magadzi David Mahlobo | ANC   |
| Vice-Ministre des Gouvernements locaux                                         |           | Thembi Nkadimeng               | ANC   |
| Vice-Ministre des Ressources minérales et de l'Énergie                         |           | Nobuhle Nkabane                | ANC   |
| Vice-ministre du développement des petites entreprises                         |           | Sdumo Dlamini                  | ANC   |
| Vice-ministre de la santé                                                      |           | Sibongiseni Dhlomo             | ANC   |
| Vice-ministre des Services publics et de l'administration                      |           | Chana Pilane-Majake            | ANC   |
| Vice-ministre des Transports                                                   |           | Sindisiwe Chikunga             | ANC   |

### Remaniement du 6 mars 2023
- Les nouveaux ministres sont indiqués en gras, ceux ayant changé d'attributions en italique[5].

| Fonction                                                                                            | Titulaire | Titulaire                | Parti |
| --------------------------------------------------------------------------------------------------- | --------- | ------------------------ | ----- |
| Président de la République                                                                          |           | Cyril Ramaphosa          | ANC   |
| Vice-président de la République                                                                     |           | Paul Mashatile           | ANC   |
| Ministre des Affaires Intérieures                                                                   |           | Aaron Motsoaledi         | ANC   |
| Ministre des Relations internationales et de la Coopération                                         |           | Naledi Pandor            | ANC   |
| Ministre de l'Agriculture, de la Réforme agraire et du Développement rural                          |           | Thoko Didiza             | ANC   |
| Ministre du Commerce, de l'Industrie et de la Concurrence                                           |           | Ebrahim Patel            | ANC   |
| Ministre des Communications et des Technologies numériques                                          |           | Mondli Gungubele         | ANC   |
| Ministre de la Défense et des Anciens combattants                                                   |           | Thandi Modise            | ANC   |
| Ministre du Développement des petites Entreprises                                                   |           | Stella Ndabeni-Abrahams  | ANC   |
| Ministre du Développement social                                                                    |           | Lindiwe Zulu             | ANC   |
| Ministre de l'Éducation de base                                                                     |           | Angie Motshekga          | ANC   |
| Ministre des Entreprises publiques                                                                  |           | Pravin Gordhan           | ANC   |
| Ministre de l'Emploi et du Travail                                                                  |           | Thulas Nxesi             | SACP  |
| Ministre de l'Énergie et des Ressources minières                                                    |           | Gwede Mantashe           | ANC   |
| Ministre de l'Enseignement supérieur, de la Science et de la Technologie                            |           | Blade Nzimande           | SACP  |
| Ministre de l'Environnement, des Forêts et des Pêches                                               |           | Barbara Creecy           | ANC   |
| Ministre des Finances                                                                               |           | Enoch Godongwana         | ANC   |
| Ministre de la Gouvernance coopérative et des Affaires traditionnelles                              |           | Thembi Nkadimeng         | ANC   |
| Ministre des Services publics et de l'Administration                                                |           | Noxolo Kiviet            | ANC   |
| Ministre de l'Eau et de l'Assainissement                                                            |           | Senzo Mchunu             | ANC   |
| Ministre du Développement humain                                                                    |           | Mmamoloko Kubayi-Ngubane | ANC   |
| Ministre de la Justice et des Services pénitentiaires                                               |           | Ronald Lamola            | ANC   |
| Ministre de la Police                                                                               |           | Bheki Cele               | ANC   |
| Ministre de la Présidence                                                                           |           | Khumbudzo Ntshavheni     | ANC   |
| Ministre de la Présidence pour les Femmes, de la Jeunesse et des Personnes en situation de handicap |           | Nkosazana Dlamini-Zuma   | ANC   |
| Ministre de la Présidence chargée de la Planification, du Suivi et de l’Évaluation                  |           | Maropene Ramokgopa       | ANC   |
| Ministre de la Présidence chargée de l'électricité                                                  |           | Kgosientsho Ramokgopa    | ANC   |
| Ministre de la Santé                                                                                |           | Joe Phaahla              | ANC   |
| Ministre des Sports, des Arts et de la Culture                                                      |           | Zizi Kodwa               | ANC   |
| Ministre du Tourisme                                                                                |           | Patricia de Lille        | Good  |
| Ministre des Transports                                                                             |           | Sindisiwe Chikunga       | ANC   |
| Ministre des Travaux publics et des Infrastructures                                                 |           | Sihle Zikalala           | ANC   |

- Plusieurs nouveaux ministres adjoints (ou vice-ministre) sont également nommés lors de ce remaniement ministériel :

| Fonction                                                                               | Titulaire | Titulaire                          | Parti |
| -------------------------------------------------------------------------------------- | --------- | ---------------------------------- | ----- |
| Vice-ministres à la présidence                                                         |           | Nomasonto Motaung Kenneth Morolong | ANC   |
| Vice ministre à la présidence chargée des femmes, des jeunes et des handicapés         |           | Sisisi Tolashe                     | ANC   |
| Vice ministre à la présidence, chargé de la Planification, du Suivi et de l’Évaluation |           | Pinky Kekana Zolile Burns-Ncamashe | ANC   |
| Vice-Ministres de la Gouvernance coopérative et des Affaires traditionnelles           |           | Parks Tau Zolile Burns-Ncamashe    | ANC   |
| Vice-Ministre de l'Eau et de l'Assainissement                                          |           | David Mahlobo Judith Tshabalala    | ANC   |
| Vice-ministre des Travaux Publics                                                      |           | Bernice Swarts                     | ANC   |
| Vice-ministre du développement des petites entreprises                                 |           | Dipuo Peters                       | ANC   |
| Vice-ministre des entreprises publiques                                                |           | Obed Bapela                        | ANC   |
| Vice-ministre des Transports                                                           |           | Lisa Mangcu                        | ANC   |